# 豐由氣神社
豐由氣神社（とよゆけじんじゃ）は静岡県静岡市清水区庵原町の神社。旧社格は郷社。

## 概略
創祀は未詳。庵原古墳群の真南に鎮座。
2005年（平成17年）静岡市清水庵原球場の新設により、古墳群の大部分を喪失したが神祭りは存続。庵原国造に関する古社でもある。

## 祭神
- 豐受姫命（主祭神）
- 木花開耶姫命

## 境内
1858年（安政5年）山崩れの為に社殿が埋没。
1872年（明治5年）に再建。社殿は静岡浅間神社との類似が観られる。流造銅葺。
摂社の神明宮は外宮様式。内宮・外宮の御祭神7柱を御祭りする小神宮。

## 摂末社

### 境内社
- 神明宮 - 天照大神（主祭神）他
- 14社（祭神別に祠として鎮座）

### 境外社
- 胷形神社 - 市杵島姫命 ／ 庵原氏祖廟（本殿に並列）

## 所在地
- 静岡県静岡市清水区庵原町2894（豐由氣神社）
- 静岡県静岡市清水区庵原町1148（胷形神社）

## 周辺施設
- 静岡市清水庵原球場
- JA静岡厚生連 清水厚生病院
- 清水ナショナルトレーニングセンター